# Tricyphona megastigma
Tricyphona megastigma är en tvåvingeart som först beskrevs av Alexander 1967.  Tricyphona megastigma ingår i släktet Tricyphona och familjen hårögonharkrankar. Inga underarter finns listade i Catalogue of Life.